# Personaggi di The Venture Bros.

Il Dott. Venture e Brock Samson (davanti) con Dean e Hank

I personaggi di The Venture Bros. sono tutti i personaggi apparsi nell'omonima serie televisiva d'animazione.

## Personaggi principali

### Dott. Rusty Venture
Dott. Thaddeus "Rusty" Venture è il padre di Dean e Hank, nonché capo delle Venture Industries e fratellastro di Monarch. Figlio del super-scienziato Jonas Venture Sr., da bambino faceva parte della Squadra Venture, un gruppo di personaggi straordinari che suo padre conduceva nella lotta contro la Lega delle Cattive Intenzioni, nel ruolo di mascotte della squadra e con il soprannome di "Rusty" a causa dei suoi capelli rossi. Sebbene si definisca uno "scienziato" e insista a farsi chiamare con il titolo di "Dottore", in realtà egli non ha alcun titolo accademico, in quanto lasciò il college al secondo anno dopo la morte di suo padre; tuttavia, nonostante l'istruzione incompleta, è estremamente dotato nel campo scientifico e della robotica, grazie anche all'educazione impartitagli dal padre fin dalla più tenera età grazie ad uno speciale letto che egli stesso ha replicato e usato sui suoi figli. A causa dell'educazione parentale negligente (Jonas Venture delegò praticamente i suoi doveri paterni al robot HELPeR) Rusty è rimasto gravemente segnato sia nel fisico che nel carattere: a differenza del padre infatti, atletico e sicuro di sé, è mingherlino, indolente, cinico e dipendente da psicofarmaci e anfetamine, oltre ad avere un profondo senso di inadeguatezza rispetto al famoso genitore. Sebbene i soldi che guadagna siano sufficienti per sostenere lui e la sua famiglia, afferma che non bastano per soddisfare la sua avidità e le sue ambizioni di essere ricco e famoso come suo padre quindi cerca ogni espediente per racimolare più denaro possibile, ricorrendo a mezzi più o meno leciti. Mentre si prende cura dei suoi figli, la genitorialità abusiva e negligente di suo padre influenza il modo in cui li tratta, a volte essendo insensibile e indifferente nei loro confronti come lo era il padre con lui, tanto che spesso Hank e Dean hanno trovato la morte nel corso delle sue avventure, ma Rusty ha sempre trovato il modo di resuscitarli grazie al programma di clonazione. Nel doppiaggio originale è interpretato da James Urbaniak. Nell'adattamento italiano è doppiato da Alberto Bognanni.

### Hank Venture
Henry Allen "Hank" Venture è il fratello gemello di Dean, solo che a differenza del fratello hai capelli biondi tagliati a spazzola. Caratterialmente tra i due è il più estroverso e audace, avendo come aspirazione quella di diventare un avventuriero come suo nonno o un supereroe vigilante, e per questo ha eletto Brock Samson a proprio mentore; infatti, mentre Dean è più portato alle scienze e allo studio, Hank è invece più propenso all'azione e spesso lo si vede allenarsi nelle arti marziali o a maneggiare armi. Dopo essersi unito per un breve periodo alla versione S.P.H.I.N.X. di Scagnozzo 21, Hank ha ottenuto la tuta di potere da un ex membro del gruppo, la Contessa. Durante la sesta stagione Hank decide di lasciare al college, trovando lavoro in una pizzeria come fattorino. Nel frattempo inizia una relazione con Sirena Ong, figlia dell'allora assegnato cattivo del Sindacato, Wide Wale. Dopo aver scoperto che Sirena lo tradiva con Dean, cade momentaneamente in coma. Nel doppiaggio originale è interpretato da Christopher McCulloch. Nell'adattamento italiano è doppiato da Paolo Vivio.

### Dean Venture
Dean Venture è un adolescente dai capelli rossi, fratello gemello di Hank. Sebbene sia più timido di Hank, talvolta mostra di essere meno immaturo di suo fratello. Dean è il più favorito e apprezzato da suo padre, il quale lo incita a succedergli come erede delle Venture Industries. Come suo fratello, Dean è stato ucciso più di una volta venendo poi sostituito da un clone esatto senza memoria della morte. Dopo essere stato scaricato da Triana e aver scoperto di essere un clone, Dean inizia ad avere tendenze emo, diventando più riluttante ad andare in missione con la sua famiglia. Durante la sesta stagione inizia a frequentare la fittizia Stuyvestant University di New York come studente di filosofia, facendo amicizia con il suo compagno di stanza Brown Widow. Nel doppiaggio originale è interpretato da Michael Sinterniklaas. Nell'adattamento italiano è doppiato da Lorenzo De Angelis.

### Brock Samson
Brock Fitzgerald Samson è la guardia del corpo della famiglia Venture, figlio di madre single e di origini svedesi, polacche e di Winnebago. Grazie ad una borsa di studio sportiva ha frequentato la stessa università del Dott. Venture, anche se i due, nonostante fossero compagni di stanza, non hanno mai socializzato poiché Brock era impegnato soprattutto a fare sesso con le varie ragazze del campus; tuttavia, dopo aver ucciso incidentalmente il quarterback della sua squadra durante un allenamento, Brock venne espulso e, divorato dai sensi di colpa, decise di arruolarsi nei Marines, per poi essere reclutato dall'OSI (Office of Secret Intelligence). Dotato di licenza di uccidere, Brock si rifiuta di usare armi da fuoco, e per combattere i nemici preferisce utilizzare le proprie mani e brandire un enorme Coltello Bowie. Ha mostrato spesso segni di squilibrio mentale, tanto che a volte si è fatto prendere letteralmente da una furia omicida che non ha risparmiato né nemici né alleati. Possiede una Dodge Hemi Charger arancione del 1969 chiamata "Adrianne". Nel doppiaggio originale è interpretato da Patrick Warburton. Nell'adattamento italiano è doppiato da Fabrizio Russotto.

### H.E.L.P.eR.
Acronimo di Humanoid Electronic Lab Partner Robot, è il robot aiutante personale della famiglia Venture. Lui e altri robot dello stesso modello vennero progettati e costruiti da Jonas Venture Sr. per servire come aiutanti da laboratorio e domestici per sbrigare le faccende di casa, tuttavia la preoccupazione pubblica sulla presunta insicurezza di questi robot convinse il dott. Venture a distruggerli quasi tutti. L'unico a sopravvivere alla demolizione fu appunto H.E.L.P.eR., oltre ad un altro robot, che da allora divenne la bambinaia del piccolo Thaddeus "Rusty" Venture, il quale veniva praticamente ignorato dal negligente genitore. Con il crescere Rusty ha dato sempre meno importanza a HELPeR, arrivando a considerarlo poco più di un normale elettrodomestico, tuttavia dopo la nascita di Hank e Dean il robot ha trovato una nuova ragione di vita e ha assunto lo stesso ruolo di bambinaia che aveva in passato con il loro genitore. A differenza degli altri robot, privi di emozioni e meri esecutori di ordini, nel corso degli anni ha sviluppato delle emozioni quasi umane, cosa della quale i Venture si sono resi conto solo recentemente, affezionandosi talmente tanto alla propria famiglia da cercare in ogni modo di salvarla in varie occasioni a scapito della propria incolumità. Nel corso delle avventure nelle quali si trova coinvolta la famiglia Venture viene regolarmente danneggiato, anche in maniera abbastanza grave, tuttavia torna riparato nell'episodio successivo. Nel doppiaggio originale è interpretato da "Soul-Bot".

## Personaggi ricorrenti

### Collaboratori dei Venture
- Dott. Jonas Venture Jr., voce originale di James Urbaniak.

Jonas Venture Junior (chiamato anche J.J.) era il fratello gemello vestigiale di Rusty Venture, ma mentre erano nel ventre materno venne "mangiato" dal feto del fratello venendo inglobato nel suo corpo. Nonostante ciò Jonas non morì, ma continuò a svilupparsi nel corpo del fratello (procurandogli tremendi incubi e stati di incoscienza, che l'hanno portato a diventare dipendente da calmanti) assorbendo anch'egli le conoscenze scientifiche trasmessigli dal letto speciale inventato dal padre per istruire il figlio nel sonno. A 43 anni, scambiato per un tumore, venne rimosso dal corpo del fratello e cercò di ucciderlo per impadronirsi della Venture Industries, tuttavia alla fine i due fratelli si sono riappacificati e Rusty gli ha ceduto metà di ciò che restava dell'impero industriale Venture. All'apparenza Jonas ha il corpo di un neonato e la testa di un adulto (molto simile a quella di suo padre Jonas, solo con la barba), al quale manca il braccio sinistro, sostituitogli da un braccio bionico da Quizzboy e White Pete. Nonostante l'evidente handicap della statura, J.J. si rivela praticamente migliore in tutto rispetto al fratello, sia sul piano professionale (ha preso ben due dottorati scientifici in quattro mesi e ha risanato le Venture Industries dall'incompetenza del fratello), sia sul piano relazionale (similmente al padre si è fatto la fama di Dongiovanni) e ciò provoca grande invidia in Rusty.
- Triana Orpheus, voce originale di Lisa Hammer, italiana di Chiara Oliviero.[1]

La figlia diciassettenne gotica del Dott. Orpheus. Si mostra amichevole nei confronti di Hank e Dean Venture. Dopo aver avuto un flirt con quest'ultimo, litigano decidendo di uscire con un altro ragazzo chiamato Raven.
- Pete White, voce originale di Christopher McCulloch, italiana di Alberto Caneva.

Uno scienziato albino e co-fondatore della Conjectural Technologies. Andò al college con Venture, Samson, il Barone Ünderbheit e Monarch dove condusse un programma radiofonico new wave chiamato The White Room. Dopo essersi laureati in informatica, White e Billy Quizboy hanno lavorato in tandem ad un game show chiamato QuizBoys. Dopo essere stati sorpresi a barare e manipolare gli spettacoli a loro favore, White e Quizboy sono stati licenziati. Mentre i due hanno avuto un breve litigio, Pete alla fine si è riunito a Billy e trovarono rifugio in una roulotte vicino al Venture Compound. Come Venture e Quizboy, White tende ad essere pigro e svogliato nei suoi sforzi nonostante sia molto abile e ben informato in superscienza e tecnologia.
- Billy Quizboy, voce originale di Doc Hammer, italiana di Luigi Ferraro.[1]

Quizboy, al secolo William Whalen, si definisce un "ragazzo prodigio" benché sia pienamente adulto ed è il migliore amico di White Pete, nonché suo socio della Conjectural Technologies. Nato con un'importante idrocefalia che ne ha pesantemente condizionato l'aspetto (ha la testa enorme e il corpo molto piccolo, cosa che gli conferisce l'aspetto di un ragazzino, nonostante l'età) da bambino era un fan sfegatato della serie animata di Rusty Venture, cosa che l'ha portato a considerare Thaddeus Venture il suo idolo e fonte d'ispirazione. Per un periodo fu socio di White Pete quando questi lavorava come conduttore televisivo, partecipando come concorrente ai quiz a premi che conduceva, guadagnandosi il soprannome di Quizboy; successivamente abbandonò il socio dopo aver scoperto che White Pete barava per farlo vincere, e venne avvicinato da Samson e Gathers, i quali lo reclutarono come infiltrato dell'OSI iscrivendolo alla State University per spiare il Professor Phantomas, che sospettavano essere membro del Sindacato delle Cattive Intenzioni. A seguito dell'incidente che portò alla trasformazione di Phantomas di Phantom Limb, la memoria di Billy venne cancellata e lui fu riunito a White Pete da Brock, vivendo da allora in una roulotte nelle vicinanze del Complesso Industriale Venture. Sebbene non abbia concluso gli studi universitari, Quizboy dimostra comunque di avere realmente delle capacità "geniali": è infatti discretamente esperto di robotica (ha costruito e installato il braccio meccanico a JJ Venture), oltre ad essere un abile medico chirurgo, benché non abbia alcun titolo ufficiale, definendosi specialista in "neurogenetica".
- Capitano Pirata, voce originale di Christopher McCulloch, italiana di Guido Di Naccio.

Era il capo dei "pirati fantasma", una banda di delinquenti che a bordo di un galeone incrociava le acque del Triangolo delle Bermuda fingendosi una ciurma di fantasmi per abbordare e saccheggiare le navi di passaggio, dopo averne fatto fuggire l'equipaggio. Dopo il suo primo incontro con la famiglia Venture, essendo disoccupato e senza casa, ha iniziato a vivere di nascosto sull'X-2, la tecnologica nave di ricerca delle Venture Ind., e qui venne trovato da Jonas Venture Junior, il quale decise di assumerlo come proprio collaboratore; ha cominciato dunque a vivere assieme a JJ nel complesso di Spider-Skull Island, rivestendo il ruolo di maggiordomo, comandante dell'X-2 e braccio destro di JJ. Dopo la morte di JJ, a cavallo tra la quinta e la sesta stagione, è diventato un dipendente del Dott. Venture.
- Sergente Hatred, voce originale di Brendon Small (st. 2) e Christopher McCulloch (st. 3-7), italiana di Stefano Alessandroni.

Sergente Hatred (AKA Courtney Robert Haine) è il marito della Principessa Piccolo Piede e guardia del corpo della famiglia Venture. È un uomo alto e robusto con indossa una tuta militare e possiede una grande "H" rossa tatuata sul viso. Nonostante sia un molestatore di bambini condannato per aver dormito con un diciassettenne, è apprezzato e rispettato in tutta la comunità dei supercriminali per la sua gentilezza e generosità.

### L'Ordine della Triade
- Dott. Byron Orpheus, voce originale di Steven Rattazzi, italiana di Luca Biagini.[2]

È un potente negromante che vive in un appartamento dell'ala est del Comprensorio Venture, preso in affitto dal Dr. Venture. Possiede grandi poteri magici, e si considera in qualche modo il guardiano dell'equilibrio dell'universo, oltre ad avere una conoscenza praticamente enciclopedica di tutte le arti magiche ed esorcismi, sebbene abbia rivelato di essere laureato in comunicazione ad un'università pubblica. Parla in modo ricercato e ha la tendenza a drammatizzare le situazioni anche più semplici. Era sposato con una donna di nome Tatyana, ma questa l'ha lasciato per un negromante più giovane, ed ha una figlia di nome Triana (che chiama affettuosamente "zucchetta") con la quale ha un amorevole rapporto padre/figlia, anche se leggermente disfunzionale. Spesso aiuta la famiglia Venture quando questa ha a che fare con situazioni soprannaturali, mentre in un episodio ha rivelato al Dr. Venture di essere invidioso del fatto che abbia dei supercriminali rivali e lui no. È una evidente parodia del personaggio Marvel Dr. Strange.
- Jefferson Twilight, voce originale di Charles Parnell, italiana di Franco Mannella.

Chiamato anche JT dagli altri membri della Triade, è un vecchio amico del Dott. Orpheus, cacciatore di Blaculas (vampiri afroamericani) che combatte brandendo due spade, e indossa una collana formata dai canini delle sue prede. Parodia del cacciatore di vampiri Blade, il suo occhio sinistro è rosso (e per questo lui lo chiama "Blood Eye") ed ha la particolarità di permettergli di individuare i Blaculas. Quando aveva dieci anni assistette allo stupro di sua madre da parte dei Blaculas, cosa che lo ha portato a sviluppare un profondo odio nei confronti delle creature e a diventarne uno spietato cacciatore. Viene inoltre accennato al fatto che da giovane era un comandante di carri nel USMC, quindi ha una certa esperienza nel pilotare veicoli corazzati e mezzi pesanti. A differenza degli altri membri della Triade, Twilight all'inizio della serie non possiede alcun potere paranormale, cosa che gli fa provare una certa invidia nei confronti dei suoi compagni; tuttavia successivamente si scopre che in realtà egli ha l'abilità di fungere da ponte di collegamento tra i vari mondi, cosa che lo ha reso molto felice e impaziente di scoprire se possiede o meno altre abilità.
- Alchemist, voce originale di Dana Snyder, italiana di Stefano Onofri.

Vecchio amico del Dott. Orpheus, è un alchimista dedito alla ricerca della pietra filosofale e di una cura per l'AIDS. A differenza di Twilight e Orpheus, sembrerebbe essere molto meno serio nel suo lavoro; tuttavia svela la sua vera opinione sulla Triade affermando che era più interessato ad aiutare l'equilibrio dell'Universo piuttosto che andare in giro a combattere contro un supercriminale. È apertamente omosessuale ed è un fan di Jimmy Buffett. Inoltre è amico di Hank, poiché sente che i due "sono simili". Ha un odio profondo per Internet poiché ha scoperto che il suo precedente ragazzo lo tradiva tramite MySpace. In precedenza ha avuto una relazione con Shore Leave, tuttavia dopo che quest'ultimo ha affermato che era "troppo appiccicoso" gli ha cancellato la memoria. Successivamente lui e Shore Leave vengono mostrati avere una video chat amorosa, implicando che sono tornati insieme.

### Team Venture originale
- Dott. Jonas Venture, Sr., voce originale di Paul Boocock.

Il padre deceduto di Rusty Venture.
- Action Man, voce originale di Christopher McCulloch, italiana di Dario Oppido.

Un supersoldato americano in pensione con problemi di flatulenza.
- Colonnello Horace Gentleman, voce originale di Christopher McCulloch.

Un membro in pensione del Team Venture originale e in seguito leader surrogato del Team Venture riformato. È un gentiluomo scozzese e un avventuriero, con similitudini a personaggi come Allan Quatermain e James Bond. Si veste con un abito inglese vecchio stile, completo di bastone e fedora. È brevemente implicito che sia un pederasta e ciò è stato successivamente confermato dai creatori. Durante la seconda stagione, Hank e Dean lo trovano apparentemente morto per cause non specificate; tuttavia, nell'episodio Il museo di Jonas Venture viene rivelato che è stato in coma diabetico ed è ancora vivo.
- Kano, voce originale di Christopher McCulloch.

Un membro in pensione del Team Venture originale. Pratica arti marziali ed è un abile pilota. Durante le prime stagioni non parla mai e comunica solo attraverso origami e gesti; tuttavia questo è attribuito al riconoscimento per il silenzio che aveva preso come rivelato nell'episodio Il tesoro nascosto.
- Otto Aquarius, voce originale di T. Ryder Smith.

Un membro in pensione del Team Venture originale. Figlio esiliato di Atlantide, è metà umano e metà atlantideo, garantendogli una durata della vita notevolmente estesa oltre al potere di comunicare telepaticamente con le creature marine.
- Dott. Entmann, voce originale di Stephen DeStefano.

Un uomo minuscolo che è stato lasciato abbandonato in un rifugio antiatomico nucleare. Viene trovato da Brock Samson in un laboratorio abbandonato sotto il Venture Compound, dove era rimasto intrappolato per circa 30 anni, da quando un esperimento per rimpicciolirlo è andato disastrosamente storto. In seguito va a vivere con Action Man, tuttavia viene ucciso successivamente da quest'ultimo dopo averlo accidentalmente schiacciato.
- Swifty, voce originale di Brendon Small.

Un pugile afroamericano ed ex guardia del corpo del Dott. Jonas Venture, che viene mostrato spesso con un paio di stivali a reazione durante i flashback. Attualmente soffre di demenza dopo anni di boxe ed è impiegato come bidello all'Isola del Teschio di Ragno.
- Hector, voce originale di Brendon Small.

Un ragazzo ispanico e amico d'infanzia di Rusty Venture. Come mostrato in un flashback, ha usato un calendario azteco per impedire a una freccia di ferire Jonas Venture. Hector si unì quindi al Team Venture originale come compagno di Rusty. Tuttavia, come rivelato nell'episodio I nuovi cloni, al giorno d'oggi Rusty non ha alcun ricordo di Hector o delle loro avventure insieme. Hector rivela di aver vissuto in una parte del complesso di Venture chiuso da Rusty anni prima, ignaro che fosse stato chiuso o che Jonas Venture fosse morto, a quel punto Rusty lo avrebbe sfrattato.
- Ook Ook.

Un membro della squadra simile a un uomo delle caverne. Al giorno d'oggi, il corpo di Ook Ook è racchiuso all'interno di un blocco di ghiaccio per ragioni sconosciute.

### O.S.I.
- Generale Timothy Treister, voce originale di Toby Huss.

Comandante dell'O.S.I., è un militare duro, senza fronzoli e molto energico. Viene menzionato per la prima volta in Crisalide di mezza età, tuttavia appare per la prima volta di persona negli episodi in due parti Una grande famiglia e Tutti contro tutti, dopo che Brock Samson è scappato dal colpo inflittogli da Molotov Cocktease. Successivamente si presenta per aiutare il coordinamento tra l'OSI, la SPHINX, il Sindacato delle Cattive Intenzioni, la Società della Vendetta e la Peril Partnership. Nell'episodio Operation: P.R.O.M., Treister rivela che sta morendo di cancro ai testicoli, tuttavia è stato ingannato da Signor Doe e Signor Cardholder facendogli credere di essere stato trasformato in Hulk dopo la chemioterapia sperimentale a raggi gamma.
- Signor Doe e Signor Cardholder, voci originali di Doc Hammer e Christopher McCulloch, italiane di Vladimiro Conti e Dario Oppido.

Due agenti dell'O.S.I. che assistono inizialmente il Dott. Jonas Venture, Jr. nella sua lotta contro il suo arcinemico Monarch, pianificando di catturarlo per aver ucciso così tanti arcinemici in passato. Appaiono regolarmente come assistenti del Generale Treister e in un'occasione hanno protetto la famiglia Venture. Nell'episodio Operation P.R.O.M. rivelano al Colonnello Gathers che sono talpe della Gilda inviate per ingannare Treister.
- Generale Hunter Gathers, voce originale di Christopher McCulloch, italiana di Vladimiro Conti.

L'ex mentore di Brock da quando è stato in formazione per l'O.S.I. Da allora Gathers si è nascosto dopo aver subito un intervento chirurgico di riassegnazione del sesso, accettando un lavoro come ballerina al Night 'N Ales, uno strip club. Il personaggio è modellato su Hunter S. Thompson e il suo nome è un riferimento al termine "hunter-gatherer". Oltre a Brock, Gathers è stato l'unico agente dell'O.S.I. che credeva che la Gilda esistesse ancora alla fine degli anni ottanta, come mostrato nell'episodio Una strana matricola. Nonostante sia molto eccentrico, in realtà è preoccupato per il suo lavoro e per difendere il suo Paese. Ha insegnato a Brock la rigida regola di non uccidere mai donne o bambini, poiché ciò li avrebbe differenziati dai "cattivi". Come mostrato dopo i titoli di coda dell'episodio Tutti contro tutti, pare che Gathers sia un membro dei Cuori Neri di Molotov Cocktease. Nonostante il cambio di sesso, ha ancora la stessa faccia e la stessa voce di prima. Con l'apertura della quarta stagione si scopre che il cambio di sesso e l'apparente tradimento dell'O.S.I. facevano parte di un elaborato stratagemma per infiltrarsi nei Cuori Neri. In seguito, quando Gathers e Samson furono catturati dagli agenti della S.P.H.I.N.X., Gathers ha rivelato di essere un loro ufficiale sotto copertura. Nell'episodio Pinstripes & Poltergeists viene rivelato che Gathers e altri membri dell'O.S.I., disgustati dalla sua inefficace burocrazia, hanno successivamente lasciato l'O.S.I., prendendo il nome di S.P.H.I.N.X. per formare un'organizzazione in grado di combattere segretamente ed efficacemente i supercattivi contro i quali l'OSI è impotente o non vuole agire. Successivamente è stato promosso a Generale dell'O.S.I.
- Shore Leave/Holy Diver, voce originale di Doc Hammer.
- Mile High/Sky Pilot, voce originale di Christopher McCulloch.
- Dott. Vulcano, voce originale di Brendon Small.
- Headshot, voce originale di Bill Hader.
- Amber Gold, voce originale di Paget Brewster.
- Afterburner, voce originale di Doc Hammer.
- Shuttle Cock.
- Slap Chop.
- Bum Rush.
- Tank Top.
- Snoopy, voce originale di John Hodgman.

### Sindacato delle Cattive Intenzioni
- Monarch, voce originale di Christopher McCulloch, italiana di Alessandro Budroni.[1]

La sedicente nemesi del Dott. Venture, il cui vero nome è Malcom Fitzcarraldo, è il figlio di Don Fitzcarraldo, supereroe ex-membro della Squadra Venture noto con il nome di Blue Morpho, anche se alcuni indizi disseminati nella serie portano a credere che egli sia in realtà figlio del Dott. Jonas Venture. È ossessionato dalle farfalle monarca, affermando di essere stato cresciuto da loro per tre mesi, dopo essere sopravvissuto all'incidente aereo che ha ucciso i suoi genitori. Ha frequentato la State University dove ha iniziato ad odiare il Dott. Venture per motivi ignoti e già allora tentò di ucciderlo, anche se nell'incidente di laboratorio da lui orchestrato rimase invece gravemente ferito Werner Underbheit. Lasciata l'università, per un periodo lavorò come scagnozzo per diversi cattivi, ed è stato impiegato da Phantom Limb sotto il nome di Scagnozzo nº 9, fino a quando non è diventato Monarch, mettendosi in proprio con Dott. Girlfriend. Nonostante si procalmi arcinemico del dott. Venture, in realtà si scopre che per anni ha violato le regole del Sindacato delle Cattive Intenzioni, perseguitando la famiglia Venture senza aver ricevuto l'autorizzazione del Sindacato. Monarch è anche l'arcinemico non ufficiale di Capitano Sunshine per il quale è molto più spietato.
- Scagnozzo 21, voce originale di Doc Hammer, italiana di Gianluca Machelli.

Scagnozzo 21/Gary Fischer, noto brevemente come Comandante S.P.H.I.N.X. e occasionalmente il viceré, è uno scagnozzo di Monarch, visto sempre con il suo migliore amico Scagnozzo 24. Ha scritto Flight of The Monarch, una serie di eventi che termina con l'incarcerazione di Monarch. Dopo la morte di Scagnozzo 24, inizia un pesante addestramento sul combattimento ed emerge con forza e abilità marziali sufficienti per lottare con Brock Samson. Lui e Samson lavorano quindi insieme per sconfiggere il nemico Monstroso.
- Scagnozzo 24, voce originale di Christopher McCulloch, italiana di Luca Graziani.

Scagnozzo 24 è un uomo alto e magro che ha servito per Phantom Limb con lo pseudonimo Shadowman 24, nello stesso periodo in cui Monarch era Shadowman 9. Monarch ha promesso in seguito di renderlo il suo "numero 2".
- Dott. Girlfriend, voce originale di Doc Hammer, italiana di Daniele Valenti.[2]

Dott. Mrs. Monarch, nata Dott. Sheila Girlfriend, è la moglie e braccio destro di Monarch. Per la maggior parte della sua carriera ha indossato la famosa giacca rosa di Jackie Kennedy e il cappello portapillole. La sua voce comicamente profonda, con accento di Long Island, è il risultato del suo precedente tabagismo che ne avrebbe danneggiato le corde vocali, tuttavia vari personaggi (tra cui lo stesso Brock Samson) a causa della voce hanno più volte insinuato che in realtà si tratti di un transessuale operato. È molto abile nelle arti marziali, ma è anche dotata di discrete conoscenze di ingegneria, cosa dimostrata dal fatto che è stata lei ad installare il sistema di difesa del Bozzolo di Moarch. Alla fine della seconda stagione ha sposato Monarch, cambiando il proprio nome in Mrs. Dott. Girlfriend Monarch. Prima di unirsi a Monarch ha lavorato in proprio da supercattiva con il nome di Lady Au Pair, e da quel periodo sono rimasti con lei due scagnozzi nani assassini di nome Tim-Tom e Kevin. Nel doppiaggio originale è interpretata da Doc Hammer.
- Tim-Tom e Kevin, voci originali di Christopher McCulloch e Doc Hammer.

Due nani acondroplasici che erano inizialmente gli assistenti di Dott. Girlfriend durante la sua carriera da solista come Lady Au Pair. Sono rimasti apparentemente in buoni rapporti con lei, aiutandola in varie occasioni tra cui la sua candidatura per essere la nemesi dell'Ordine della Triade, il suo matrimonio e organizzando la ricostruzione del bozzolo in seguito alla sua distruzione. Parlano in modo rispettoso con lei, tuttavia al di fuori della sua presenza, sono entrambi scontrosi, sboccati e psicotici.
- Watch e Ward, voci originali di Christopher McCulloch e Doc Hammer.

Gestiscono le comunicazioni e le operazioni di collegamento del Sindacato delle Cattive Intenzioni. Watch indossa una benda sull'occhio sinistro ed è calvo, mentre Ward ne indossa una sulla destra e ha i capelli che sporgono dal cappuccio.
- Dott. Henry Killinger, voce originale di Christopher McCulloch.

Un imprenditore e negoziatore altamente qualificato che dimostra un'approfondita conoscenza delle questioni legali, in particolare del diritto tributario. Ha dimostrato di possedere abilità magiche, sebbene la natura e l'estensione dei suoi poteri non siano chiare.
- Sovrano, voce originale di Christopher McCulloch e James Urbaniak (forma David Bowie).

È il maggiore antagonista ricorrente della serie, oltre ad essere il capo del Sindacato delle Cattive Intenzioni e del suo organo direttivo, il Consiglio dei 13. Solitamente comunica con i suoi sottoposti attraverso del teleschermi per celare la propria identità, e tutti i supercattivi affiliati al Sindacato gli debbono obbedienza. Non si conosce il suo vero aspetto, in quanto il Sovrano è un mutaforma capace di cambiare a piacimento; in alcune sue apparizioni ufficiali ha assunto l'aspetto della rockstar David Bowie, ma viene spiegato successivamente come questo non sia in realtà la sua vera forma.
- Iggy Pop, voce originale di Christopher McCulloch.

Iggy Pop è un musicista rock americano e uno degli scagnozzi del Sovrano. Può creare sfere di energia che esplodono quando emette il comando "Pop". Tradisce il Sovrano a favore di Phantom Limb, tuttavia il Sovrano lo uccide per il suo tradimento.
- Klaus Nomi, voce originale di Christopher McCulloch.

Klaus Nomi è un cantante tedesco e uno degli scagnozzi del Sovrano. Può cantare con una voce ipersonica e il suo papillon può scattare come un proiettile. Tradisce il Sovrano a favore di Phantom Limb, tuttavia il Sovrano lo uccide.
- Eon.

La nuova guardia del corpo del Sovrano, con una forte somiglianza con Brian Eno.
- Monstroso, voce originale di Christopher McCulloch.

È sia un avvocato della Mammoth Corporation che un supercriminale autorizzato dal Sindacato delle Cattive Intenzioni. Di grande taglia, Monstroso è abbastanza prospero da aver impiegato la maggior parte degli uomini di Monarch mentre era in prigione.
- Torrid, voce originale di Christopher McCulloch.

L'arcinemico dell'Ordine della Triade. Viene assegnato per la prima volta come loro acerrimo nemico nell'episodio Arcinemici quando rapisce Triana Orpheus nella Zona Torrida. Ha poteri basati sul fuoco. Negli episodi in due parti Il matrimonio e L’anello del potere, ruba la sfera onniveggente mentre Alchemist e Jefferson Twilight iniziano a dubitare dell'utilità di avere un acerrimo nemico. L'ultima apparizione di Torrid è quando tenta di aprire un portale per il Secondo Mondo, venendo involontariamente risucchiato per poi evocare un dio antico che la Triade non è in grado di sconfiggere, lasciando a Outrider il compito di salvarli tutti.
- Truckules, voce originale di Christopher McCulloch.

Un supercriminale travestito da mezzo camion e mezzo Ercole, ex numero uno di Dott. Girlfriend. La sua parte superiore del corpo assomiglia a quella di Optimus Prime ed è così ampia che quando partecipa al matrimonio di Monarch ha impiegato due posti.

### Fantasia Immateriale
- Fantasia Immateriale (in originale: The intangible fancy), voce originale di Christopher McCulloch.

Un supercriminale immateriale. Partecipa all'asta in giardino del Dott. Venture, tuttavia viene coinvolto nella rissa che ne deriva. Successivamente viene interrogato dal Consiglio dei Tredici dopo aver tentato di fare contrabbando.
- Investitori, voci originali di Doc Hammer (Caecius), John Hodgman (Skiron) e T. Ryder Smith (Lips).

Un misterioso gruppo di supercriminali che appare per la prima volta nell'episodio Pinstripes & Poltergeists come membri del Sindacato delle Cattive Intenzioni. Sembrano avere l'onnipotenza e sono in grado di esaudire i sogni ei desideri di chiunque stipulando "contratti"; promettendo a coloro che si occupano di loro il sogno desiderato in cambio di un prezzo elevato. Sono in cima agli obiettivi dell'O.S.I. e della S.P.H.I.N.X., tuttavia non riescono a essere catturati.
- Augustus St. Cloud, voce originale di James Urbaniak e Christopher McCulloch.

Il ricco ex rivale di Billy dai tempi del quiz show, essendo entrambi collezionisti di cimeli di fantascienza e di Rusty Venture. Appare per la prima volta all'asta del Dott. Venture, dove riceve gli attacchi del barone Ünderbheit a causa dell'interferenza di Monarch. In seguito appare tra i supercriminali, nonostante non sia ancora un membro ufficiale del Sindacato.

### Consiglio dei 13
- Wide Wale, voce originale di Hal Lublin.

Un leader di un ramo del Sindacato a New York che viene chiamato per aiutare a sostenere il Sindacato e il Consiglio dopo gli eventi di Gargantua-2. Accetta di aderire in seguito alla concessione per i diritti di arcata del Dott. Venture. Il suo vero nome è Chester Ong ed è il fratello minore del Dott. Dugong, uno scienziato che Monarch ha apparentemente ucciso.
- Morte Rossa.

Un supercriminale senza pelle simile a Teschio Rosso. Nonostante il suo aspetto terrificante e la sua reputazione, in realtà è un marito e padre gentile e affettuoso. Tuttavia, quando si inarca nei momenti di rabbia o in altre forti emozioni, diventa malvagio senza esitazione e uccide. Nella settima stagione, viene rivelato che Morte Rossa era un membro di una banda di giovani cattivi del Sindacato all'inizio della sua carriera negli anni '80.

#### Consiglio del Sovrano
- Consigliere 1: Vendata, voce originale di Doc Hammer.

Un cyborg creato dal Dott. Jonas Venture, Sr. per contenere la coscienza e i ricordi degli esseri umani e, in particolare, del suo amico Blue Morpho, morto in un incidente aereo. Originariamente chiamato "Venturion", ha avuto un malfunzionamento e ha cercato di strangolare il giovane Rusty, tuttavia è stato distrutto da Kano. Questo incidente ha influenzato notevolmente entrambi i personaggi poiché Rusty ha incubi ricorrenti sull'accaduto.
- Consigliere 2: Wild Fop, voce originale di Christopher McCulloch.

Un supercriminale che appare per la prima volta in un video informativo dato al Dott. Orpheus. Viene ucciso dai suoi cani nell'episodio All This and Gargantua-2.
- Consigliere 3: Red Mantle, voce originale di Doc Hammer.

Un supercriminale magico con poteri elementali.
- Consigliere 4: Boggles, the Clue Clown.

Un supercriminale a tema clown ed ex acerrimo nemico di Capitano Sunshine. Ha similitudini con Joker e l'Enigmista. Viene trovato morto per un attacco di cuore.
- - Dott. Phineas Phage, voce originale di Bill Hader (st. 4) e James Adomian (st. 5-7).
- Consigliere 5: Dott. Z.
- Consigliere 6: Monseñor, voce originale di Larry Murphy.
- Consigliere 7: Don Hell, voce originale di Christopher McCulloch.
- Consigliere 8: Dragoon, voce originale di Christopher McCulloch.
- Consigliere 9: Steppenwolf, voce originale di Christopher McCulloch.
- Consigliere 10.
- Consigliere 11: Mommy Longlegs, voce originale di Paget Brewster.
- Consigliere 12: The Nerve, voce originale di Christopher McCulloch.
- Consigliere 13: Sovrano.

#### Membri originali
- Colonnello Lloyd Venture, voce originale di Christopher McCulloch.

Il nonno del Dott. Jonas Venture, Sr., bisnonno del Dott. Thaddeus "Rusty" Venture e del Dott. Jonas Venture, Jr., e trisavolo di Hank e Dean. Era il leader del Sindacato, un gruppo istituito originariamente per proteggere l'Orb dal cadere nelle mani sbagliate.
- Eugen Sandow, voce originale di Paul Boocock.

Famoso bodybuilder tedesco che ha servito come guardia del corpo all'O.S.I. del Colonnello Venture. Durante i flashback nell'episodio Il tesoro nascosto, insinua nei suoi diari fonografici di aver ucciso il Colonnello Venture per aver tentato di scoprire i segreti dell'Orb, il vero scopo della sorveglianza dell'O.S.I. sulla famiglia Venture. Nell'episodio The Revenge Society" viene rivelato che ha rotto l'Orb e sia lui che il Colonnello Venture lo hanno nascosto ai loro discendenti e successivamente alle guardie del corpo.
- Aleister Crowley, voce originale di Steven Rattazzi.

Famoso occultista britannico che ha cercato di usare l'Orb per i propri fini, credendo di averne diritto come ultimo proprietario dell'Orb. In seguito è stato espulso con la forza dallo zeppelin del Sindacato per averlo fatto.
- Fantômas, voce originale di Christopher McCulloch.

Famoso ladro francese e antenato di Phantom Limb che vuole usare l'Orb per governare il mondo. Successivamente viene espulso dal Sindacato e forma il Sindacato delle Cattive Intenzioni, reclutando Buddy Holly e Big Bopper.
- Oscar Wilde, voce originale di James Urbaniak.

Famoso poeta irlandese che, su suggerimento di Fantômas di usare l'Orb per il male, denuncia il fatto che il Sindacato delle Cattive Intenzioni non dovrebbe esistere.
- Samuel Clemens, voce originale di Paul Boocock.

Famoso autore americano e membro del Sindacato originale che pensa di essere inseguito da Nicola Tesla.

#### Altri membri
- Brick Frog.
- Scare Bear.
- Flying Squid, voce originale di Bill Hader.
- Vespertina, voce originale di Paget Brewster.
- Sri Lankan Devil Bird.
- Sunsational, voce originale di Doc Hammer.
- Galacticon.
- Haranguetan, voce originale di Steven Rattazzi.
- Battleaxe, voce originale di Barbara Rosenblat.
- Copy-Cat, voce originale di Toby Huss.
- Dott. Nidaba/Think Tank, voce originale di Jeffrey Wright.
- The Doom Factory.
  - Wes Warhammer, voce originale di Chris McCulloch.
  - Frigid.
  - Eenie-Meanie.
  - Serpentine.
  - Hard Candy.
  - She-Hemoth.
  - Gerard the Gorilla.
  - Trashenstein.
  - Black Maria.
  - Ultra Violent.
  - Billy Maim.

### Società della Vendetta
- Phantom Limb, voce originale di Christopher McCulloch, italiana di Alessandro Budroni.[1]

Nato con il nome Hamilton G. Fantomas è un cattivo con braccia e gambe invisibili. Nonostante il suo sviluppato intelletto, spesso si mostra essere pretenzioso e saccente. Originariamente era un professore presso lo stesso college statale che molti dei personaggi della serie hanno frequentato, rivelando che aveva delle braccia e gambe minuscole deformate portandolo ad essere rinnegato e a perdere il suo "diritto" di ereditare il titolo di Sovrano. Quando Billy Quizboy fu mandato dall'O.S.I. per spiarlo, Fantomas fece di Billy il suo assistente di laboratorio credendo che possedesse una mente brillante, quando in realtà i compiti di Billy erano stati scritti da Stephen Hawking. Durante un esperimento per riportare i suoi arti alle dimensioni normali, si è verificato un malfunzionamento che li ha resi invisibili, conferendogli la capacità di uccidere con un semplice tocco. In passato ha frequentato Dott. Girlfriend, tuttavia lei lo lasciò per Monarch dopo essersi stancata della sua personalità possessiva e dispotica.
- Professor Impossible/Incorrigible, voce originale di Peter McCulloch (ep. pilota), Stephen Colbert (st. 1-2), Christopher McCulloch (st. 3) e Bill Hader (st. 4).

Richard Impossible era un brillante scienziato, che in gioventù faceva parte della Boys Brigade, un gruppo di giovani avventurieri messo assieme da Jonas Venture, assieme a Hamilton Fantomas e ad un giovane H.I. Manhowers. Fin da giovane mise le sue brillanti capacità scientifiche al servizio dell'esercito, tanto che durante la Guerra del Vietnam creò il "Siero Goliath", un siero in grado di trasformare qualsiasi essere vivente in una potente bomba a orologeria. Negli anni '80 fu professore alla State University, la stessa dove lavorava Phantom Limb e frequentata da Rusty Venture, ma ne venne cacciato per aver avuto una relazione con una sua studentessa, che successivamente avrebbe sposato. A seguito di un incidentale esposizione alle onde cosmiche, il dott. Impossible ha sviluppato un corpo elastico e praticamente indistruttibile. Nell'episodio Stazione Glaciale Impossible, invitò Billy Quizzboy, White Pete e Thaddeus Venture nella sua stazione artica per partecipare ad un gruppo di lavoro, ma dopo che quest'ultimo scoprì le mutazioni cui aveva sottoposto incidentalmente sua moglie e i parenti di lei, tentò di ucciderlo, venendo fermato da Brock Samson. In seguito sua moglie Sally lo lasciò per iniziare una relazione con Jonas Venture Jr. e ciò fece sprofondare Impossible nella depressione, tanto che provò pure a suicidarsi un paio di volte. Successivamente venne contattato dal suo vecchio amico e collega Phantom Limb e convinto ad entrare nella Società della Vendetta, divenendo un super-cattivo a tutti gli effetti e cambiando il proprio nome da Professor Impossible a Professor Incorregible. È una parodia di Mr. Fantastic dei Fantastici 4.
- Barone Werner Ünderbheit, voce originale di T. Ryder Smith.

Noto membro del Sindacato delle Cattive Intenzioni e, all'inizio della serie, tirannico autarca di Ünderland. Assai alto, più di Brock Samson, è molto muscoloso ed indossa un mantello nero che ne accentua la figura minacciosa, oltre a parlare con un marcato accento pseudo-tedesco. A causa di un incidente di laboratorio occorso durante gli anni del college, lo stesso frequentato dal dott. Venture, White Pete, Borck e Monarch, ha perso la mandibola e da allora è obbligato a indossarne una protesica di acciaio; inizialmente incolpava il Dott. Venture, suo compagno di laboratorio, per l'incidente e per questo motivo si considerava il suo arcinemico, entrando in competizione con Monarch; tuttavia successivamente è stato rivelato che l'esplosione è stata in realtà causata da Monarch. Dopo la sua deposizione viene mostrato fare l'elemosina fuori dalle Impossible Industries, chiedendo successivamente a Phantom Limb se poteva entrare nel nuovo Sindacato del Professor Impossible. Si presume che sia morto dopo l'esplosione di Gargantua-2.
- Manservant, voce originale di Christopher McCulloch.
- Fat Chance, voce originale di Christopher McCulloch.
- Lyndon Bee, voce originale di Christopher McCulloch.
- Radical Left, voce originale di Christopher McCulloch.
- Scott Hall "Zero", voce originale di Christopher McCulloch.

### Ünderland
- Lady Hitler (in originale: Girl Hitler), voce originale di Mia Barron.

Uno dei consiglieri senior del Barone Ünderbheit, insieme a Catclops e Magica palla 8. È stata "giustiziata" per aver tradito la fiducia di Ünderbheit, sebbene tutti e tre siano sopravvissuti. Dopo la rimozione dal potere da parte del Barone Ünderbheit, è diventata presidente di Ünderland.
- Catclops, voce originale di James Urbaniak.

Un ciclope con una faccia da gatto nella fronte e la coda. Dopo la sua "esecuzione" con le bombe tigre, lui e Lady Hitler sono riusciti a fuggire sotto terra, dove hanno guidato un inefficace gruppo di combattenti per la libertà. Dopo la liberazione di Ünderland si è proposto a Lady Hitler.
- Magica palla 8 (in originale: Manic 8-ball).

Un umano con i poteri di una palla 8. Fu "giustiziato" dal Barone Ünderbheit per tradimento insieme a Catclops e Lady Hitler. Nonostante sia sopravvissuto, è stato catturato ed è rimasto prigioniero di Ünderbheit. Non parla e usa i messaggi che compaiono nel suo petto per rispondere alle domande si o no.
- Eunuchs.

Una coppia di omosessuali che lavorano sotto il Barone Ünderbheit per preparare Dean Venture al suo matrimonio. Il più magro dei due era in realtà uno studente universitario di Detroit che ha trascorso un semestre a Ünderland prima di essere catturato e arruolato.

### Nemici imprigionati
- King Gorilla, voce originale di Christopher McCulloch.
- Mr. Monday, voce originale di Christopher McCulloch.
- Tigeriffic, voce originale di Paul Boocock.
- White Noise, voce originale di Brendon Small.
- Dott. Septapus, voce originale di Christopher McCulloch.
- Tiny Joseph, voce originale di Doc Hammer.
- Teddy, voce originale di Christopher McCulloch.
- Cuckoo Clocker, voce originale di Christoper McCulloch.
- Big Time.
- Maybe Man, voce originale di Christopher McCulloch.

### Fraternità del tormento
- Scaramantula, voce originale di Toby Huss.
- Brainulo, voce originale di Christopher McCulloch.
- Manotauro (in originale: Manotaur).

### Peril Partnership
- Tiger Shark, voce originale di Christopher McCulloch.
- The Creep, voce originale di James Adomian.
- Blind Rage, voce originale di Brendon Small.

### S.P.H.I.N.X.
- Comandante Michael/SPHINX, voce originale di Christopher McCulloch.
- Theresa/The Countess.
- Wind Song, voce originale di Tim Meadows.
- Diamond Backdraft, voce originale di Larry Murphy.

### Altri nemici
- Storm Front, voce originale di Christopher McCulloch.
- Crime-o-dile.
- Scorpio, voce originale di Christopher McCulloch.
- Mantilla, voce originale di Nina Arianda.

### Altri personaggi
- Dermott Fictel, voce originale di Doc Hammer, italiana di Sacha De Toni.

Il figlio illegittimo del Dott. Venture. Dermott è un bugiardo compulsivo e spesso si comporta in modo ribelle. È il migliore amico di Hank e occasionalmente visita il complesso dei Venture dal vicino parcheggio per roulotte dove vive con sua madre. Inizialmente si pensava fosse il figlio di Broch, tuttavia viene rivelato che Rusty è suo padre, rendendolo fratellastro di Hank e Dean. In seguito si unisce all'OSI.
- Molotov Cocktease, voce originale di Mia Barron, italiana di Emilia Costa.[2]

Un'assassina altamente addestrata e a volte alleata, a volte rivale di Brock Samson, così come il suo interesse amoroso fino alla sua morte apparente nell'episodio Operation: P.R.O.M.. Si sono incontrati per la prima volta quando lei era una ginnasta ai Goodwill Games inaugurali e suo padre era un mercenario che era stato mandato per assassinare Mikhail Gorbachev. In seguito si scopre che anche lei era una mercenaria e che all'epoca uccise il partner di Brock. Ha indossato una cintura di castità fino alla fine della quarta stagione, quando disse a Brock di essere stata catturata da Monstroso. Sembra apparentemente suicidarsi, cadendo da un'alta scogliera di fronte a Brock Samson. Tuttavia, all'inizio della quinta stagione, Brock indaga sul sito e trova prove che Molotov potrebbe aver simulato la sua morte per nascondersi con Monstroso. Lei e Monstroso vengono catturati dall'O.S.I. in O.S.I. Love You, tuttavia sfugge alla custodia e va su tutte le furie nel quartier generale, uccidendo diversi agenti e rubando la tuta potenziata di Hank. Alla fine, proprio mentre Brock sta per ucciderla, il Colonnello Gathers rivela che è stata assunta da lui per scovare gli agenti doppiogiochisti nell'O.S.I. e per testare la loro sicurezza.
- Colonnello Bud Manstrong, voce originale di Terrence Fleming, italiana di Dario Oppido.

L'ex capo della ciurma di Gargantua-1. Assume una forte posizione morale sulla maggior parte delle questioni ed è rigorosamente astinente sessualmente, cosa che sua madre attribuisce al padre che avrebbe avuto un'influenza maggiore su Bud. Sebbene sia molto ostinato nella maggior parte delle situazioni, si abbassa alle attenzioni della madre, spesso ubriaca e ipersessuale. La sua tolleranza nei confronti del rapporto sessuale mette a dura prova la sua relazione con il cosmonauta tenente Anna Baldavich, il suo interesse amoroso e un altro membro dell'equipaggio a bordo di Gargantua-1. Nell'episodio Il Ritorno di Manstrong viene dichiarato un eroe quando Gargantua-1 si schianta contro un gruppo terroristico ricercato dopo di che gli viene offerta la possibilità di candidarsi alla vicepresidenza, cosa che rifiuta con orrore dopo aver appreso delle indiscrezioni sessuali del presidente.
- Tenente Anna Baldavich, voce originale di Nina Hellman.

- Il Maestro (in originale: The Master), voce originale di H. Jon Benjamin.

Un essere soprannaturale mutaforma che risiede nel regno oscuro di Necropolis e le cui origini sono sconosciute. Mentore del Dott. Orpheus, è più calmo rispetto a quest'ultimo e spesso lo rimprovera per essere estremamente teso. Afferma che Orpheus è il suo miglior studente e sembra avere una predilezione per lui, talvolta aspettando che Orpheus andasse da lui per chiedere dei consigli.
- Myra Brandish, voce originale di Joanna Adler.
- Generale Manhowers, voce originale di Christopher McCulloch.

Un generale delle forze armate degli Stati Uniti. Visto il suo alto grado militare, è uno dei principali clienti del Dott. Venture. In un'occasione ha acquistato un Ooo Ray da Venture. Successivamente si rende conto che Venture non ha inventato più nulla di nuovo da anni, come nella sua ultima incursione nel complesso durante l'episodio Un accordo diabolico. Nonostante ciò ha deciso di commissionare a Venture un esercito di Venturestein con i corpi di Ted e Sonny assassinati e alcuni cloni di Hank e Dean. Quando l'originale Venturestein si ribella in Venture Libre, manda il Dott. Venture a recuperarlo.
- Principessa Piccolo Piede (in originale: Princess Tinyfeet), voce originale di Sue Gilad.

La moglie di Hatred. È una nativa americana e solitamente soddisfa il feticismo per i piedi del marito, da cui prende il suo nome. In seguito divorzia da Hatred.
- Dott. Tara Quymn, voce originale di Nina Hellman.
  - Nancy e Drew Quymn, voci originali di Nina Hellman e Joanna Adler.
  - Ginnie, voce originale di Joanna Adler.
- Venturestein, voce originale di Christopher McCulloch.
- Groovy Gang.

Una parodia dei protagonisti di Scooby-Doo che si dirigono al Venture Compound per rubare oggetti in cambio di benzina. Nel doppiaggio originale sono interpretati da Christopher McCulloch (Ted e Groovy), Joanna Adler (Val), Paul Boocock (Sonny) e Sue Gilad (Patty). Nell'adattamento italiano sono doppiati da Vladimiro Conti (Ted).
- The Outrider, voce originale di Doc Hammer.
- Tatyana.
- Vedova Marrone, voce originale di Nathan Fillion.
- Blue Morpho, voce originale di Paul F. Tompkins.
- Sirena Ong, voce originale di Cristin Milioti.

### Gli Impossible
- Sally Impossible, voce originale di Mia Barron.
- Rocket Impossible.
- Ned, voce originale di Christopher McCulloch.
- Cody, voce originale di Christopher McCulloch.

### Personaggi diJonny Quest
- Action Johnny/Jonny Quest, voce originale di Brendon Small.

Dalla morte del Dott. Benton Quest, è stato nascosto all'interno della Quest Bathysphere, vivendo in isolamento e alimentando quando possibile la sua dipendenza dai narcotici, come mostrato nell'episodio Un padre alieno. Viene indotto a consegnare un pezzo dei macchinari del Dott. Venture Sr. dopo essere stato corrotto dal Capitano e Jonas Jr., atto di cui quest'ultimo in seguito si pentì. È tornato sobrio, tuttavia ha ancora un esaurimento nervoso in corso a causa dei suoi numerosi problemi psicologici derivanti dal rapporto con suo padre.
- Race Bannon, voce originale di Christopher McCulloch, italiana di Dario Oppido.

Un amico di Brock dell'Office of Secret Intelligence che lavorava come torturatore. È deceduto dopo essere saltato da un jet che gli Snake Men di Nat King Cobra stavano pilotando mentre recuperavano il Goliath Serum. Porta vari gadget spia che ricordano quelli portati da James Bond.
- Hadji Singh, voce originale di Jackson Publick.

Un manager che lavora con Jonas Jr. e si prende cura di Johnny.
- Dott. Z, voce originale di Christopher McCulloch.
- Mrs. Z, voce originale di Seth Green.

### Membri della terapia di gruppo
- Lance e Dale Hale, voci originali di Seth Green e John Hodgman.
- Ro-Boy Z, voce originale di Christopher McCulloch.

### Super Gang
- Chuck Scarsdale/Capitano Sunshine, voce originale di Kevin Conroy.
  - Desmond, voce originale di Doc Hammer.
  - Wonderboy, voce originale di Patton Oswalt.
  - Wonderboy 5, voce originale di Larry Murphy.
- Barbara Qantas/Barbie-Q, voce originale di Rachel Feinstein.
- Sam Turgen/U.S. Steel, voce originale di Doc Hammer.
- Neville Brown/Brown Thrasher.
- Weatherbot 5/Ghost Robot, voce originale di Christopher McCulloch.

## Personaggi secondari
- Wrestler messicani, voci originali di Christopher McCulloch.

Una banda di wrestler che lavorano come guardie per un gangster messicano. Dopo aver giocato una partita di strip poker con Brock Samson, vengono tutti picchiati da quest'ultimo.
- G.U.A.R.D.O..

Un robot sorvegliante costruito dal Dott. Venture per fornire sicurezza quando Brock Samson non è disponibile.
- Steve Summers, voce originale di Christopher McCulloch.

Un ex astronauta che è stato ritenuto morto quando la sua nave di prova è andata distrutta. È stato segretamente recuperato dal governo e ricostruito utilizzando parti bioniche per un valore di 6 milioni di dollari, rendendolo più forte e più veloce. Quando ha scoperto che avrebbe dovuto ripagare tutti gli interventi ha deciso di scappare con Sasquatch (che ha incontrato durante una missione) in una foresta.
- Roy Brisby, voce originale di Christopher McCulloch.

Il creatore di Bizzy Bee e del franchise di Brisbyland. L'uso di una sedia a rotelle, il suo aspetto e la mascella costantemente serrata sono dovuti a un ictus che ha subito mentre è stato catturato da un animatrone di Abraham Lincoln. Roy attribuisce la sua longevità al latte di panda che ottiene dal suo panda Li-Li. È protetto da una grande guardia del corpo che non parla di nome Mandalay.
- Ted, voce originale di Paul Boocock.

Il leader dell'Orange County Liberation Front. Come il resto dell'organizzazione, Ted nutre un odio per Roy Brisby e Brisbyland, credendo che stiano corrompendo l'Orange County.
- Maggiore Tom (in originale: Major Tom), voce originale di James Urbaniak e Christopher McCulloch (fantasma).

Come parte del Team Venture originale, il Maggiore Tom era un pilota di jet sperimentali. Ha incontrato la sua morte quando il TVC-15, l'aereo su cui stava volando in quel momento, è precipitato e si è schiantato nell'oceano. Anni dopo, il Dott. Thaddeus Venture tentò di salvare il TVC-15 utilizzando il localizzatore metasonico per "invertire il tempo" e rimuovere tutti i detriti che avevano coperto l'aereo. Invece, ha accidentalmente riportato il Maggiore Tom come un fantasma. Quando è giuntoa bordo dell'X-2, ha iniziato a urlare in modo incoerente e rumoroso. Hank e Dean hanno tentato di placare lo spirito chiamando la sua vecchia moglie Jeanie, tuttavia si è scoperto che Action Man l'ha sposata dopo la sua morte.
- Istruttore dell'O.S.I., voce originale di Paul Boocock.

Il figlio dell'ex capo dell'OS.I., il Generale Treister. In un'occasione ha somministrato a Brock Samson il test per rinnovare la sua licenza di uccidere tramite l'agenzia. Nonostante il rifiuto di Samson di impegnarsi in molti dei compiti assegnati dai test, il figlio di Treister ha permesso a Brock di passare, rivelando inoltre chi è suo padre.
- Mike Sorayama, voce originale di Steve Park.

Un esperto di robotica ed ex compagno di stanza del college di Pete White, del Dott. Venture e del Barone Ünderbheit.
- Kim, voce originale di Nina Hellman.

Un'amica cyber di Triana Orpheus. Ha avuto un appuntamento con Hank.
- Grande Inquisitore Galattico (in originale: The Grand Galactic Inquisitor), voce originale di Christopher McCulloch.

Una creatura gigante che ha avuto origine su una stella molto distante dalla Terra. La sua missione autodefinita è osservare e giudicare l'umanità. A tal fine, il Grande Inquisitore Galattico insistette sul fatto che la sua stessa presenza non interferisse con le sue osservazioni sugli umani che "agivano in modo naturale" e regolarmente (e ad alta voce) chiede di essere ignorato.
- Dott. Dugong, voce originale di Christopher McCulloch, italiana di Vladimiro Conti.

Dott. Dugong, il cui vero nome è Douglas Ong, è un super scienziato che è stato per breve tempo l'acerrimo nemico assegnato a Monarch. Douglas è il fratello maggiore del supercriminale Wide Wale, nonché lo zio della figlia di Wide Wale, Sirena Ong.
- Presidente Breyer, voce originale di Dana Snyder, italiana di Vladimiro Conti.

Il presidente degli Stati Uniti.
- Agente Hauser, voce originale di Brendon Small, italiana di Guido Di Naccio.

Un agente dei servizi segreti statunitensi.
- Signora Manstrong, voce originale di Joanna Adler, italiana di Stefania Romagnoli.

La madre di Bud Manstrong. Nell'episodio Il Ritorno di Manstrong viene mostrata bere e flirtare continuamente con Brock Samson, anche se lui respinge le sue avances. Il resto del tempo sembra controllare suo figlio tramite un microchip per cercare di convincere il presidente Breyer a fare ciò che vuole. Alla fine viene rivelato che il microchip era in realtà un pezzo di equipaggiamento di Gargantua-1 che registrava gli ultimi momenti di Bud con Anna Baldavitch prima che la stazione spaziale si schiantasse sulla Terra. In seguito è apparsa come partecipante dell'inaugurazione del Jonas Venture Jr. Museum of Jonas Venture sull'Isola del Teschio di Ragno.
- Fritz, voce originale di Steven Rattazzi.

Il leader di un gruppo di neonazisti che ordinò al Dott. Venture di clonare un corpo umano per Adolf Hitler e di trasferirvi il corpo e le informazioni genetiche di Hitler. Fritz e i neonazisti furono infine distrutti da un "incantesimo di purificazione" lanciato dal Dott. Orpheus.
- Nikki Fictel, voce originale di Lisa Hammer e Kate McKinnon.

- Margaret Fictel, voce originale di Lisa Hammer e Kate McKinnon.

La madre di Nikki Fictel e la nonna biologica di Dermott Fictel. È stata una cameriera per molti anni. Dermott è stato cresciuto credendo che Nikki fosse sua sorella e Margaret fosse sua madre, senza sapere chi fosse suo padre.
- Mr. Poligamy, voce originale di Christopher McCulloch.

Ha fatto un'audizione senza successo per un posto nella Società della Vendetta, appena riformata da Phantom Limb al One Impossible Plaza.
- Raven, voce originale di Christopher McCulloch.

Il fidanzato di Triana Orpheus. È un ragazzo disabile fisicamente, per cui necessita di stampelle per camminare, ma affascinante. Ha iniziato a frequentare Triana ad un certo punto dopo che si è trasferita con sua madre e Outrider.
- Nuno Blood, voce originale di Jay Pharoah.